# Barleria stocksii
Barleria stocksii är en akantusväxtart som beskrevs av T. Anders.. Barleria stocksii ingår i släktet Barleria och familjen akantusväxter. Inga underarter finns listade i Catalogue of Life.